# Escuela de Iniciación San Martín
El Escuela de Iniciación San Martín del Rey Aurelio es un club de fútbol del concejo de San Martín del Rey Aurelio de Asturias, España. Actualmente milita en el grupo II de la Tercera Federación.

## Historia
Tras la desaparición el 4 de marzo de 2012 del Club Deportivo San Martín que había sido fundado en 1950, en julio de 2012 se funda la Escuela de Iniciacion San Martin iniciando su recorrido deportivo por la Segunda Regional del fútbol asturiano. En esa temporada logra un ascenso meteórico a la Primera Regional sin perder ni un solo partido cediendo tan sólo dos empates. En la temporada 2013-14 logra el ascenso a Regional Preferente después de dos eliminatorias de promoción de ascenso, después de terminar segundo clasificado en la liga regular. Tras tres temporadas en esa categoría, en la temporada 2016-17, asciende a la Tercera División donde militó cinco campañas consecutivas. Después de este lustro disputó dos temporadas en Primera Asturfútbol hasta su vuelta, en este caso a Tercera Federación en 2024.

## Uniforme
El uniforme es de la firma deportiva Luanvi y sus equipaciones oficiales son las siguientes:
- Uniforme titular: camiseta azul con detalles blancos, pantalón blanco y medias azules.
- Uniforme alternativo: camiseta predominantemente blanca con detalles en azul celeste; pantalón y medias azul celeste.

## Trayectoria en competiciones nacionales
- Temporadas en Primera División: 0
- Temporadas en Segunda División: 0
- Temporadas en Primera Federación: 0
- Temporadas en Segunda Federación: 0
- Temporadas en Tercera: 5
- Participaciones en Copa del Rey: 0

## Trayectoria
| Temporada | Nivel | Categoría           | Puesto | Copa del Rey |
| --------- | ----- | ------------------- | ------ | ------------ |
| 2012-13   | 7     | 2.ª Regional        | 1.º    |              |
| 2013-14   | 6     | 1.ª Regional        | 2.º    |              |
| 2014-15   | 5     | Regional Preferente | 6.º    |              |
| 2015-16   | 5     | Regional Preferente | 5.º    |              |
| 2016-17   | 5     | Regional Preferente | 3.º    |              |
| 2017-18   | 4     | 3.ª División        | 10.º   |              |
| 2018-19   | 4     | 3.ª División        | 15.º   |              |
| 2019-20   | 4     | 3.ª División        | 18.º   |              |
| 2020-21   | 4     | 3.ª División        | 4.º    |              |
| 2021-22   | 5     | 3.ª División RFEF   | 15.º   |              |
| 2022-23   | 6     | 1.ª RFFPA           | 13.º   |              |
| 2023-24   | 6     | 1.ª Asturfútbol     | 2.º    |              |
| 2024-25   | 5     | 3.ª Federación      |        |              |

## Palmarés

### Torneos autonómicos
- Subcampeón de la Primera Asturfútbol (1): 2023-24.
- Subcampeón de la Primera Regional de Asturias (1): 2013-14.
- Segunda Regional de Asturias (1): 2012-13.